# Synegia nigritibiata
Synegia nigritibiata là một loài bướm đêm trong họ Geometridae.